# Soós Kálmán
Soós Kálmán (Szalóka, 1962. június 14. – 2011. július 5.) kárpátaljai magyar történész, a beregszászi II. Rákóczi Ferenc Kárpátaljai Magyar Főiskola rektora.

## Élete
Kárpátalja Ungvári járásában, az ukrán–magyar határ közelében fekvő Szalókán született. Középiskolába Eszenyben járt, ahol 1979-ben érettségizett. Ez követően az Ungvári Állami Egyetem (ma: Ungvári Nemzeti Egyetem) történelem karán tanult.

### Szakmai pályafutása
Egyetemi tanulmányait követően, 1984-től a nagydobronyi középiskolában tanított történelmet. Ezt követően Moszkvában volt aspiráns. 1993-ban az Orosz Tudományos Akadémia Szlavisztikai és Balkanisztikai Intézetében védte meg kandidátusi disszertációját, melynek témája a 17. századi Magyarország volt. Később  az ungvári Hungarológiai Intézet munkatársa lett, ahol 1995-ig dolgozott tudományos munkatársként, majd igazgató-helyettesként. Közben, 1989–1994 között történelmet oktatott az Ungvári Állami Egyetem magyar karán.
1996-ban kinevezték a Kárpátaljai Magyar Tanárképző Főiskola (ma: II. Rákóczi Ferenc Kárpátaljai Magyar Főiskola) tudományos munkáért felelős igazgató-helyettesévé. 2000 novemberében a főiskola rektorává nevezték ki.

### Közéleti és politikai tevékenysége
A Kárpátaljai Magyar Kulturális Szövetség (KMKSZ) tagjaként aktív közéleti szerepet játszott a kárpátaljai magyar kisebbség életében. 1996-tól a KMKSZ Ungvári Középszintű Szervezetének elnöke volt. A 2010-es ukrajnai helyhatósági választáson az Ungvári Járási Tanács képviselőjévé választották, ahol a KMKSZ frakcióvezetőjeként tevékenykedett.

## Művei
- Perlekedő évszázadok. Históriai mozaikok vidékünk múltjából; Intermix, Ungvár–Budapest, 1995 (Kárpátaljai magyar könyvek)
- Botlik József: Gát; szerk. Soós Kálmán; Száz Magyar Falu Könyvesháza Kht., Bp., 2001 (Száz magyar falu könyvesháza)
- A II. Rákóczi Ferenc Kárpátaljai Magyar Főiskola Lehoczky Tivadar Intézetének tanulmánygyűjteménye, 2012; szerk. Bocskor Andrea, Dobos Sándor; PoliPrint, Ungvár, 2012

## Kitüntetései
- Kemény Zsigmond-díj (2006)
- Győr Megyei Jogú Város Közgyűlése ezüst emlékérme (2006)
- A Magyar Tudományos Akadémia oklevele a kárpátaljai magyar közösség érdekében munkájáért (2010)
- A Magyar Köztársasági Érdemrend Lovagkeresztje (2011)

## Külső hivatkozások
- Elhunyt dr. Soós Kálmán (KÁRPÁTALJA.ma)
- "Így maradok meg hírvivőnek...". In memoriam Soós Kálmán. Tanulmányok Soós Kálmán emlékére; szerk. Szamborovszkyné Nagy Ibolya; PoliPrint, Ungvár, 2012